# بلانكا القشتالية
بلانكا القشتالية (4 مارس 1188 - 27 نوفمبر 1252) ملكة فرنسا القرينة بزواجها من لويس الثامن ملك فرنسا، والوصية على العرش مرتين خلال عهد ابنها لويس التاسع.
ولدت بلانكا في بالنثيا في إسبانيا عام 1188 م، وهي الابنة الثالثة للملك ألفونسو الثامن ملك قشتالة وزوجته إليانور الإنجليزية، وحفيدة هنري الثاني ملك إنجلترا وزوجته إليانور آكيتيان.

## روابط خارجية
- بلانكا القشتالية على موقع الموسوعة البريطانية (الإنجليزية)
- بلانكا القشتالية على موقع ميوزك برينز (الإنجليزية)
- بلانكا القشتالية على موقع ميوزك برينز (الإنجليزية)